# バーセベック原子力発電所
バーセベック原子力発電所（バーセベックげんしりょくはつでんしょ）は、スウェーデンスコーネ県のバーセベックに存在する閉鎖された沸騰水型原子力発電所。デンマークの首都コペンハーゲンから20kmの位置にあり、デンマーク政府は閉鎖のためにその閉鎖まで圧力を掛け続けた。スウェーデンの原子力撤廃に伴い、この発電所の2台の原子炉は現在閉鎖されている。1基目は1999年11月30日に閉鎖され、2機目は2005年5月31日に閉鎖された。
土地は1965年に電力企業のシドクラフトによって購入され、沸騰水型原子炉の製造はアセア・アトムが受注した。1号機は1975年1月18日に臨界達成を迎え、5月15日から商用運転が開始された。2号機は1977年3月21日に臨界を達成し、6月12日から商用運用を始めている。1997年のスウェーデン議会の決定に基づいて、スウェーデン政府は1998年7月1日に1号機の運転を終了することを決定し、2号機も2001年7月1日に停止することを決めた。運用者の決定への訴えによって閉鎖は延期されたものの2005年5月31日には2基とも停止した。解体は2020年に利用開始が予定される貯蔵施設の建設を待っている。
閉鎖時、原子炉は600メガワットあり、バッテンフォールとシドクラフトが保有するリングハルス社の子会社のバーセベック・クラフトによって運用されていた。

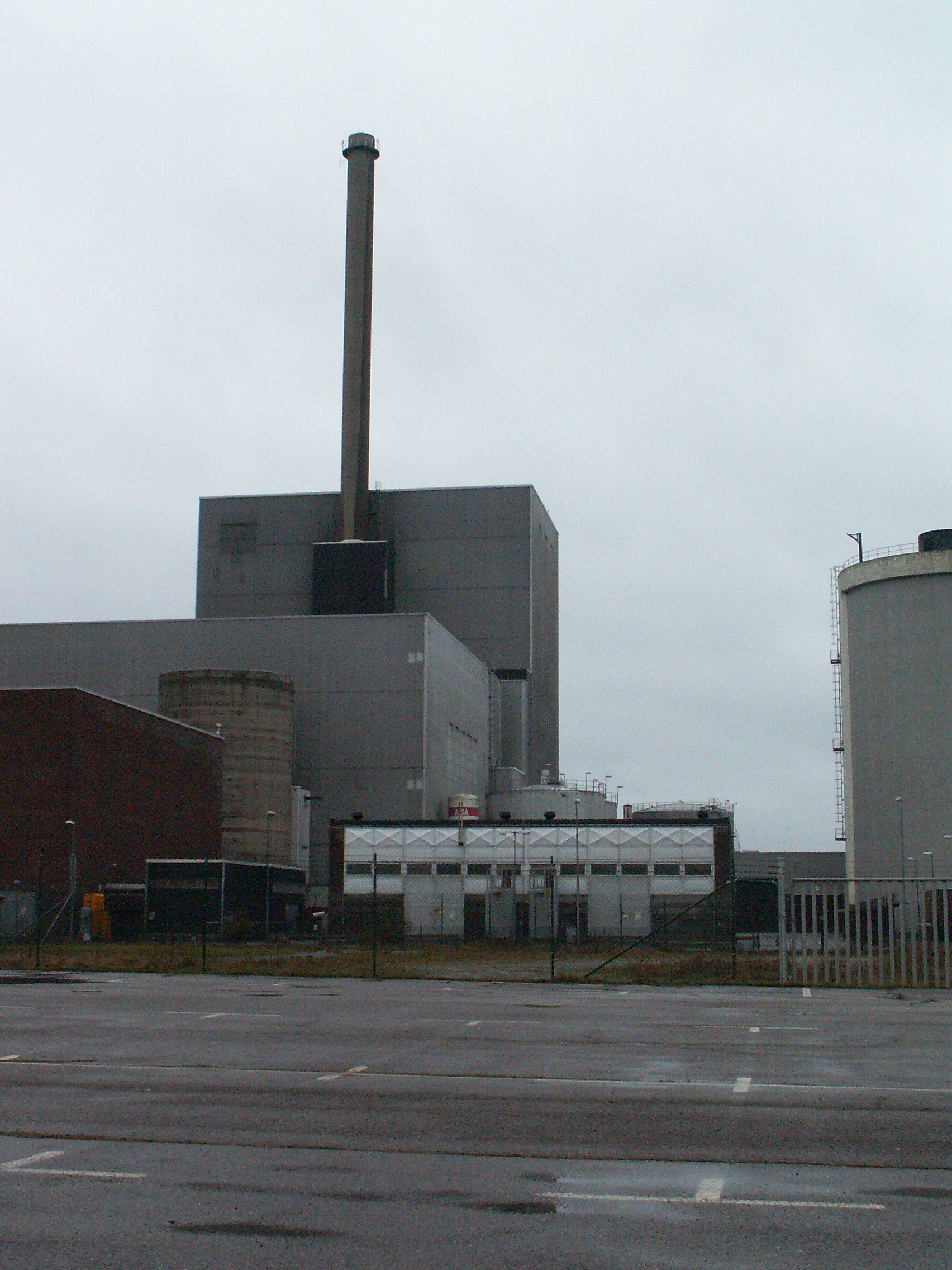
Barsebäck